# Phanerotomella mohri
Phanerotomella mohri är en stekelart som beskrevs av Herbert Zettel 1989. Phanerotomella mohri ingår i släktet Phanerotomella och familjen bracksteklar. Inga underarter finns listade i Catalogue of Life.